# قويوجوق (حومة أبهر)
قويوجوق (بالفارسية: قویوجوق) هي قرية تقع في إيران في منطقة مركزية ريفية. يقدر عدد سكانها بـ 18 نسمة بحسب إحصاء 2016.